# Sleepy Buildings
Sleepy Buildings - A Semi Acoustic Evening to album koncertowy holenderskiego zespołu The Gathering. Album jest zapisem koncertu z Lux Theatre w Nijmegen (Holandia).

## Lista utworów
W nawiasach podane są nazwy albumów z których pochodzą utwory
1. "Locked Away" (How to Measure a Planet?) – 3:36
2. "Saturnine" (if then else) – 4:54
3. "Amity" (if then else) – 5:52
4. "The Mirror Waters (v2003)" (Always...) – 6:41
5. "Red Is a Slow Colour" (How to Measure a Planet?) – 5:39
6. "Sleepy Buildings" – 2:55
7. "Travel" (How to Measure a Planet?) – 9:08
8. "Shrink" (Nighttime Birds) – 2:58
9. "In Motion #2" (Mandylion) – 4:29
10. "Stonegarden (v2003)" (Always...) – 5:11
11. "My Electricity" (How to Measure a Planet?) – 3:23
12. "Eléanor" (Mandylion) – 5:32
13. "Marooned" (How to Measure a Planet?) – 5:31
14. "Like Fountains (v2003)" (Almost a Dance) – 6:45